# Морска жаба
 Тази статия е за вида риба.  За вида жаби вижте Ага (животно).  
Морската жаба още морско биволче или звездоброец (Uranoscopus polli) е вид бодлоперка от семейство Uranoscopidae. Видът не е застрашен от изчезване.

## Разпространение и местообитание
Разпространен е в Ангола, Габон, Гана, Кабо Верде, Сао Томе и Принсипи и Сиера Леоне.
Обитава крайбрежията и пясъчните дъна на морета. Среща се на дълбочина от 19 до 200 m, при температура на водата от 19,2 до 24,7 °C и соленост 35,4 — 35,6 ‰.

## Описание
На дължина достигат до 35 cm.
Популацията на вида е стабилна.